# کشتار با اره‌برقی در تگزاس: سرآغاز
کشتار با اره‌برقی در تگزاس: سرآغاز (به انگلیسی: The Texas Chainsaw Massacre: The Beginning) یک فیلم اسلشر آمریکایی محصول سال ۲۰۰۶ به کارگردانی جاناتان لیبسمن و نویسندگی شلدن ترنر است، که به عنوان پیش‌درآمدی بر فیلم کشتار با اره‌برقی در تگزاس در سال ۲۰۰۳ به حساب می‌آید. در این فیلم بازیگرانی همچون جوردانا بروستر، تیلور هندلی، دیورا برد، مت بامر، لی ترگسن، اندرو براینیارسکی و آر. لی ارمی ایفای نقش می‌کنند.
این ششمین قسمت در مجموعه فیلم‌های کشتار با اره‌برقی در تگزاس است که در ۶ اکتبر ۲۰۰۶ در آمریکای شمالی اکران شده است. فیلم با واکنش‌های منفی از سوی منتقدان همراه بود، و ۵۲ میلیون دلار در سراسر جهان فروش کرد در حالی که ۱۶ میلیون دلار بودجه ساخت آن بوده است. 

## داستان
داستان از آن جایی شروع می‌شود که در سال ۱۹۳۹ در یک کارخانهٔ سلاخی گوشت که سرپرستی پرخاشگر دارد، از یکی از کارکنان به شکل چندش‌آوری کودکی متولد می‌شود و بعد از تولد، مادر به دلیل درد و نبود امکانات زایمان جان خود را از دست می‌دهد. سرپرست کارخانه کودک را به سطل زباله میندازد. در همین حین زنی از خانوادهٔ هویت (یکی از خانواده‌های میهن‌پرست تگزاس) کودک را یافته و قصد بزرگ کردن این کودک زشت چهره را می‌کند.
پس از تیتراژ اولیه فیلم به سال ۱۹۶۹، و ۳۰ سال بعد می‌رود و در این بین داستان را از دو جنبه متفاوت بررسی می‌کند. جنبهٔ اول بزرگ شدن تام هویت که اکنون ۳۰ سال دارد و جنبهٔ دوم ۴ جوانی که به فیلم اضافه می‌شوند. داستان این فیلم در انتها در مورد درگیریه و تلفیق این دو جنبه است. از طرفی خانوادهٔ هویت (مادر خانواده، عموی خانواده، چارلی و تام) در تگزاسی که به دلایلی سکنهٔ خود را از دست داده حکومت و آدم‌خواری می‌کنند و از طرفی ۲ برادر جوان به همراه دو نامزد خود در راه ویتنام برای خدمت به کشور خود هستند غافل از اینکه مسیرشان از تگزاسی می‌گذرد که خانواده هویت در انتظار طعمه هستند.

## آزادی بیان در فیلم
این فیلم که توسط کارگردانی آمریکایی و در خود آمریکا ساخته شده است، در انتها به راحتی، فیلم را با این دیالوگ از راوی به پایان می‌رساند: «از سال ۱۹۶۹ تا ۱۹۷۳ خانوادهٔ هویت در تگزاس نزدیک به ۳۳ نفر را به قتل رساندند، جنایات آنان در سطح جهان مطرح شد، جنایاتی سادیستی و چندش‌آور و لکهٔ ننگی بر تاریخ آمریکا». صراحت کلام در این قسمت فیلم به راحتی قابل مشاهده است. در صورتی که اولین اکران این فیلم هم در آمریکا بود جملهٔ لکه ننگی بر تاریخ آمریکا به راحتی در انتهای فیلم گفته می‌شود، بدون اینکه سانسور شود.